# Dagabo Scotty
Dagabo Scotty (Lebensdaten unbekannt) war ein nauruischer Politiker. Im Wahlkreis Ubenide konnte er sich am 30. Mai 1953 in einer Ersatzwahl für den verstorbenen Timothy Detudamo durchsetzen und gehörte fortan bis zum Ende der Legislaturperiode im Dezember 1955 dem Lokalen Regierungsrat an.